# The Smouldering Spark
The Smouldering Spark è un cortometraggio muto del 1914 diretto da William Desmond Taylor. Prodotto dalla Flying A, aveva come interpreti Edward Coxen, William Bertram, Ida Lewis, George Field, la piccola Kathie Fischer, Reaves Eason.

## Trama
Mentre guarda dalla finestra del suo lussuoso club che si affaccia su un parco, Frederick Miller, vedendo i poveri disgraziati che trovano rifugio sulle panchine lì vicino, commenta: "Una scintilla di umanità cova ancora in loro". Gli altri soci si prendono beffe di questa sua affermazione e lui, allora, scommette con Duncan che, se gli sarà data un'occasione, uno di quei derelitti si riscatterà. Tra tutti, sceglie Jack Martin, un poveraccio, al quale offre il posto di maggiordomo a casa sua. Jack, all'inizio, si comporta in maniera ruvida e aggressiva, ma poi, blandito dalla gentilezza della signora Miller e da quella dei suoi figli, Tom e la piccola Ellen, si ammorbidisce, affezionandosi alla famiglia.

Traviato da cattive compagnie, il giovane Tom si indebita. Quando il padre gli nega il denaro che gli serve, prende i soldi dalla cassaforte e Jack, che lo vede mentre sta commettendo il furto, se ne addossa la colpa per evitare che Miller, il suo benefattore, abbia lo choc di scoprire che il figlio è un ladro. Miller, convinto che per Jack non ci sia ormai più speranza di riscatto, con tristezza lo licenzia.

Di nuovo sulla strada, Jack un giorno si ferma a guardare dentro a un bar: all'interno c'è Tom che sta bevendo con alcuni amici. Scoppia una rissa e il ragazzo viene ferito. Prima che gli accada qualcosa di peggio, interviene Jack che se lo porta via. A casa, preso dal rimorso, Tom confessa di essere stato lui l'autore del furto, rendendo così il suo buon nome all'innocente Jack. Miller, grato, lo accoglie di nuovo in casa. Poi, presa la penna, scrive a Duncan: "Ho vinto la scommessa e il nostro derelitto non solo ha dimostrato di avere ancora la sua scintilla di umanità, ma è riuscito anche a rendere mio figlio un uomo".

## Produzione
Il film fu prodotto dalla Flying A (American Film Manufacturing Company).

## Distribuzione
Distribuito dalla Mutual, il film - un cortometraggio in una bobina - uscì nelle sale statunitensi il 29 aprile 1914.